# Fuzzy Logic
Pour les articles homonymes, voir Fuzzy logic (homonymie).
Albums de Super Furry Animals
Radiator
(1997)
Fuzzy Logic est le premier album des Super Furry Animals, groupe gallois, déjà à l'origine de deux EPs.
L'album est un succès critique, listé dans plusieurs palmarès musicaux (dont "albums de l'année 1996" et "50 meilleurs albums britanniques" établis par Q magazine ainsi que le livre "1001 Albums You Must Hear Before You Die").
L'album atteint la 23e place des charts anglais, supporté par les singles God! Show Me Magic, les hits If You Don't Want Me to Destroy You et Something 4 the Weekend et dans une moindre mesure, Hometown Unicorn.

## Autour de l'album
Bien que censé se poster contre au mouvement Britpop - décrit par le groupe comme « un conservatisme musical » -, il fut vite constaté par leur propre aveu qu'ils s'affairaient « dans un studio des années '70, à composer de la musique des années '70 ».

## Pistes
| No  | Titre | Durée |
| --- | --- | ----- |
| 1.  | God! Show Me Magic | 1:50  |
| 2.  | Fuzzy Birds | 2:27  |
| 3.  | Something for the Weekend (remplacé dans la version américaine par son homologue étendu, Something 4 the Weekend, sorti en single) | 3:18  |
| 4.  | Frisbee | 2:21  |
| 5.  | Hometown Unicorn | 3:33  |
| 6.  | Gathering Moss | 3:22  |
| 7.  | If You Don't Want Me to Destroy You                                                                                                | 3:27  |
| 8.  | Bad Behaviour | 4:26  |
| 9.  | Mario Man | 4:07  |
| 10. | Hangin' with Howard Marks (hommage au célèbre trafiquant de drogue qui apparaît sur la pochette)                                   | 4:20  |
| 11. | Long Gone | 5:20  |
| 12. | For Now and Ever | 3:32  |